# Lesní požár v Českosaském Švýcarsku
Lesní požár v Českosaském Švýcarsku vypukl v sobotu 23. července 2022 (během velké vlny veder) v národním parku České Švýcarsko nedaleko Hřenska. Požár postupně zasáhl více než 1060 ha plochy parku, v největším nasazení ho hasilo devět vrtulníků, pět letadel a dohromady asi 700 osob. Dne 25. července se rozšířil na německou stranu do oblasti Saského Švýcarska, kde zasáhl plochu 250 ha. Šlo o nejrozsáhlejší lesní požár v novodobé historii Česka a Saska. Požár byl na českém území uhašen v pátek 12. srpna 2022 a na německé straně o týden později 19. srpna 2022.

## Situace vČeském Švýcarsku

### Vznik požáru

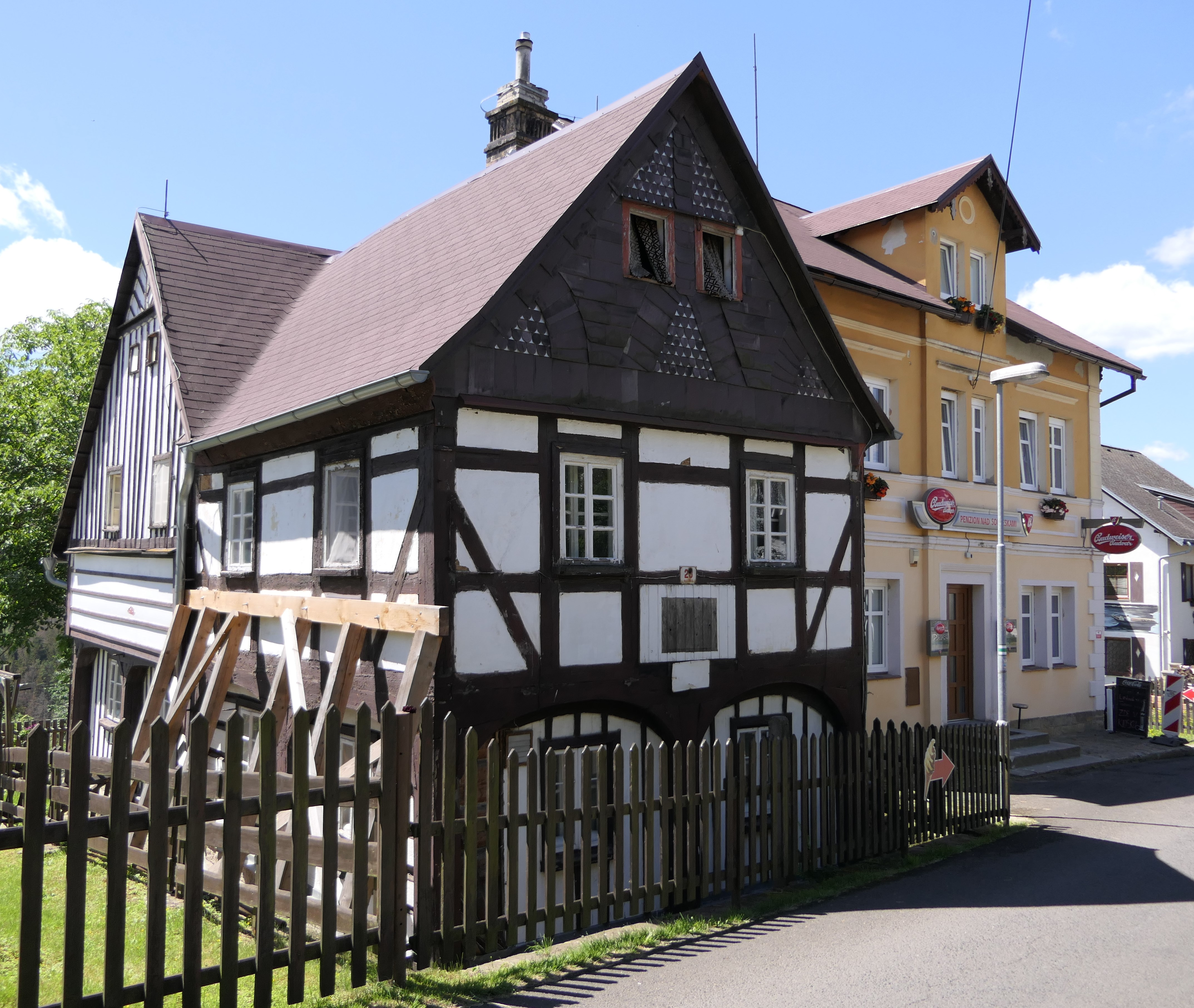
Domy ve vsi Mezná v létě 2020

Lesní požáry v této oblasti byly historicky poměrně časté vzhledem k tomu, že místní pískovcové podloží je velmi vysychavé. O konkrétní příčině vzniku požáru se však v prvním týdnu mohlo jen spekulovat, protože ohniska požáru byla stále nepřístupná. Dne 17. srpna PČR uvedla, že podle satelitních snímků z družic se první ohnisko objevilo již 23. července (konkrétně ve 22:57) v Malinovém dole, jen pár desítek metrů od parkoviště ve východní části Hřenska.

### Postup požáru
Hlášení o „silném sloupci kouře stoupajícím z lesa“ obdržela Správa Národního parku České Švýcarsko od saské stráže přírody v neděli 24. července v sedm hodin ráno. Správa NPČS vzápětí požádala Sbor dobrovolných hasičů obce Hřensko o prověření informace a o nalezení místa, odkud kouř stoupá. Členové SDH následně potvrdili oheň v oblasti Malinového dolu.
Hasiči během zásahu evakuovali desítky turistů, 60 lidí z tábora v Dolském mlýně a obyvatele vesnic Mezná a Vysoká Lípa. U požáru zasahuje asi 83 jednotek hasičů o 410 lidech včetně hasičů z Německa, čtyři vrtulníky a dvě letadla. Podle vyjádření krajských hasičů se německé jednotky musely krátce nato vrátit, protože se požár rozšířil i do Saského Švýcarska.

#### 26. července 2022
V noci z pondělí na úterý oheň pohltil několik domů ve vsi Mezná. V úterý večer bylo podle generálního ředitele HZS ČR na místě 450 hasičů z toho 250 dobrovolných. Rozsah porostu zasaženého požárem byl odhadnut na 1000 hektarů a zápach kouře z lesního požáru byl kvůli silnému větru zaznamenán až na Vysočině, Orlickoústecku, Svitavsku, Liberecku či v Drážďanech.

#### 27. července 2022
Byla částečně evakuována také osada Mezní Louka a obec Janov. Kromě několika silnic vedoucích do evakuovaných sídel byl uzavřen také hraniční přechod Hřensko. Požár hasilo sedm vrtulníků a několik letadel, Úřad pro civilní letectví vyhlásil nad národním parkem bezletovou zónu do nedělní půlnoci, která neplatí pro zasahující letadla a vrtulníky. Mezi Dolním Žlebem a Hřenskem byla uzavřena lodní doprava na Labi kvůli možnosti čerpání vody pro hašení.

#### 28. července 2022
Na hašení požáru se ve čtvrtek na jeden den podílela dvě italská letadla typu Canadair CL-415 s velkokapacitními nádržemi na 6 tisíc litrů; voda se nabírala z jezera Milada u Ústí nad Labem.

#### 29. července 2022
Obě italská hasicí letadla se musela vrátit do Itálie k požáru na Apeninském poloostrově. Byla domluvena nová letecká pomoc ze Švédska, ze kterého přiletěly dva stroje Air Tractor AT-802, z nichž každé dokáže načerpat 3000 litrů vody za letu.

#### 30. července 2022
Byla hlášena první zranění zasahujících hasičů: jeden hasič byl vážně zraněn po pádu ze skály a transportován vrtulníkem do nemocnice v Ústí nad Labem, další dva hasiči napadení divokými vosami a včelami byli převezeni do děčínské nemocnice. V podvečer bylo hlášených celkem osm zraněných hasičů.

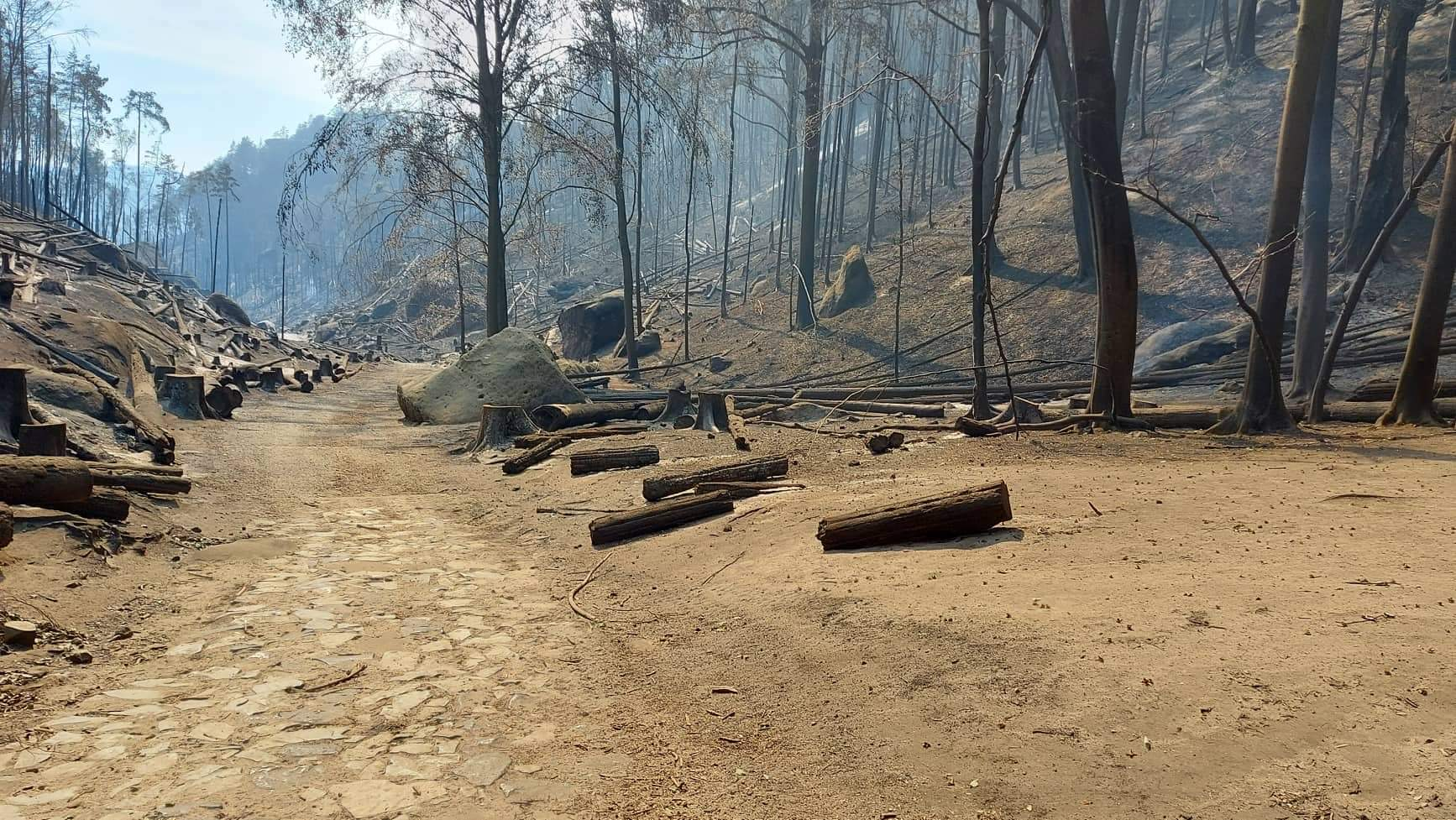
Následky požáru při cestě z Hřenska na Meznou.
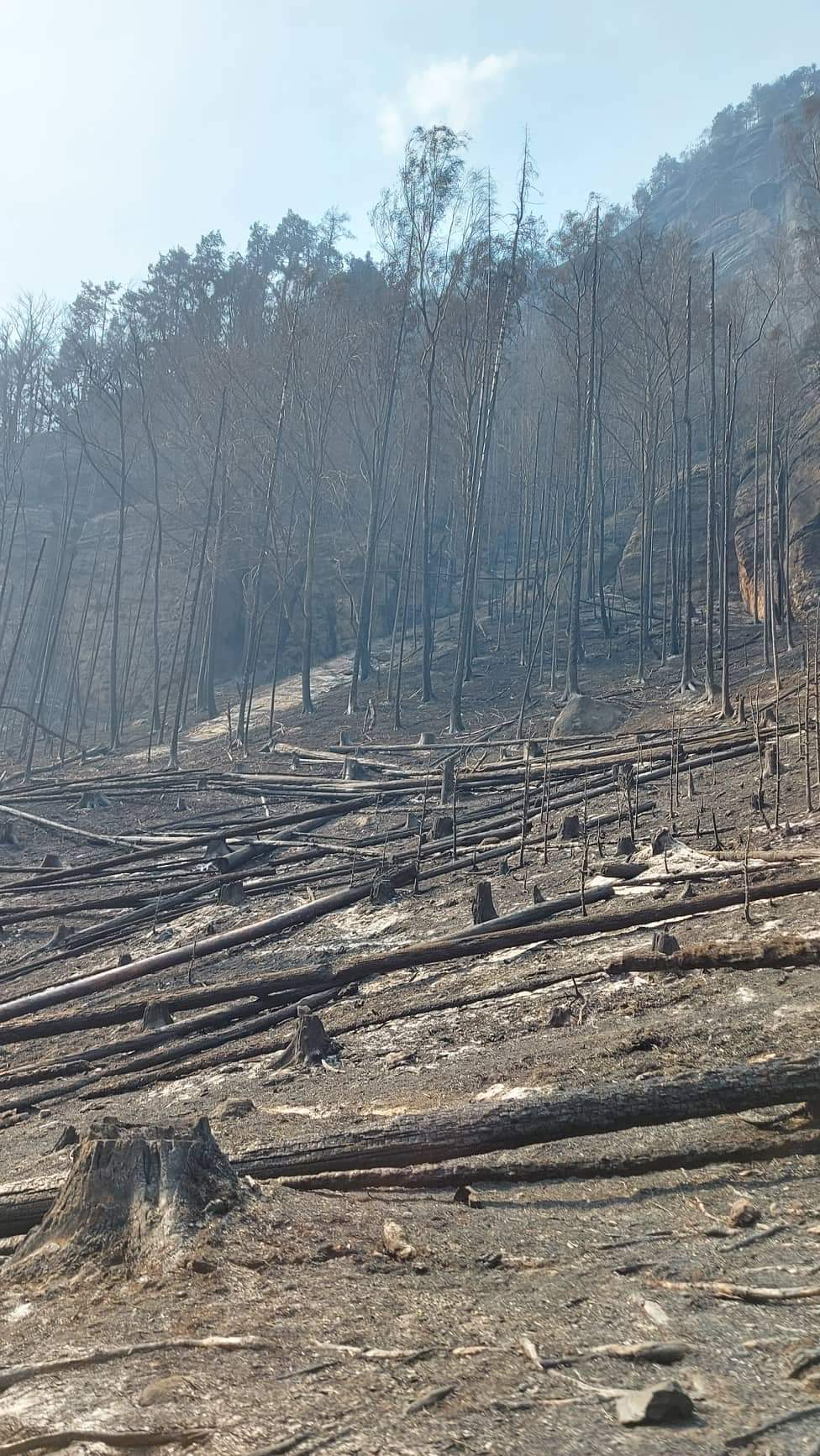
Následky požáru při cestě z Hřenska na Meznou.
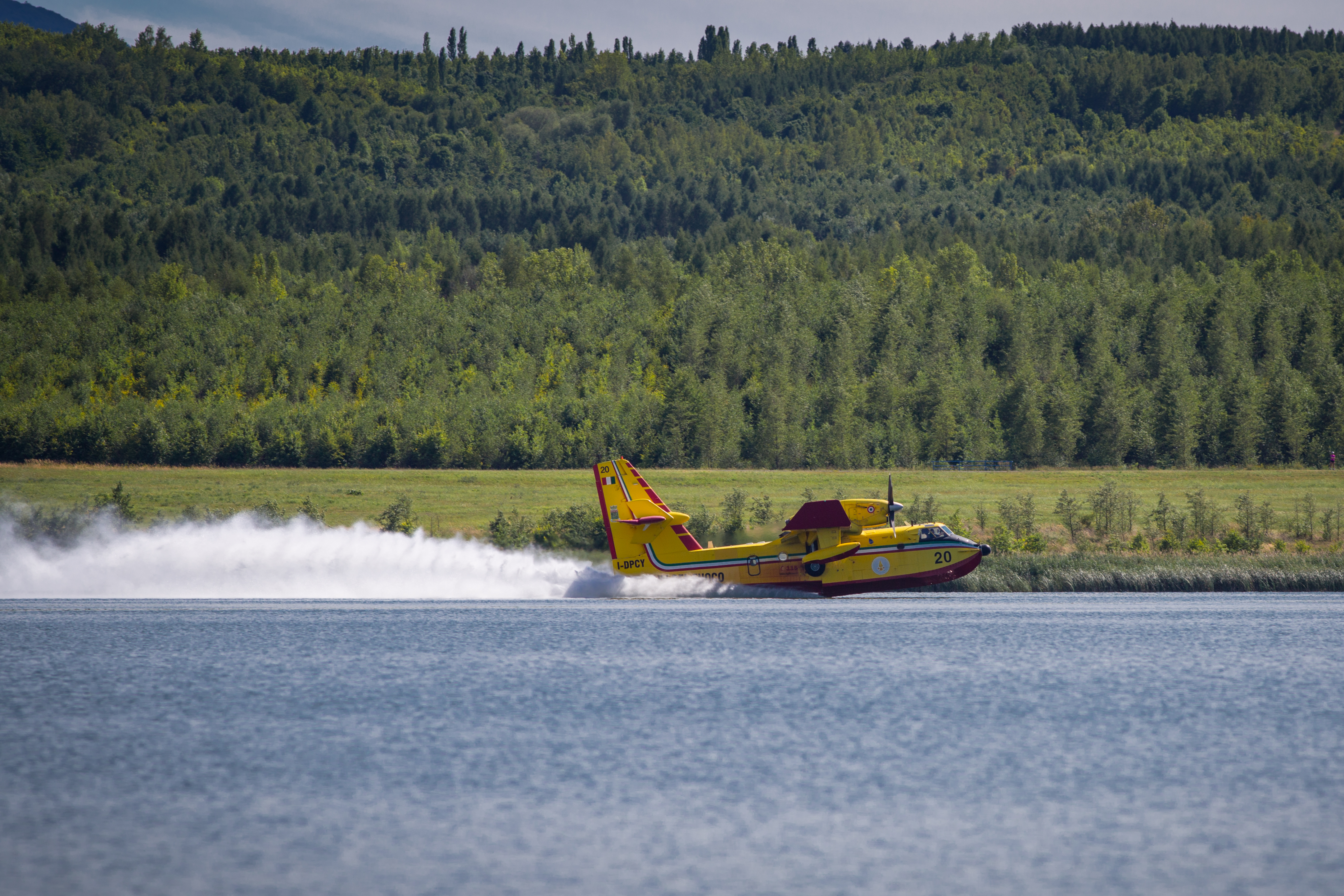
Italské letadlo typu Canadair CL-415 nabírá vodu na hašení z jezera Milada u Ústí nad Labem.
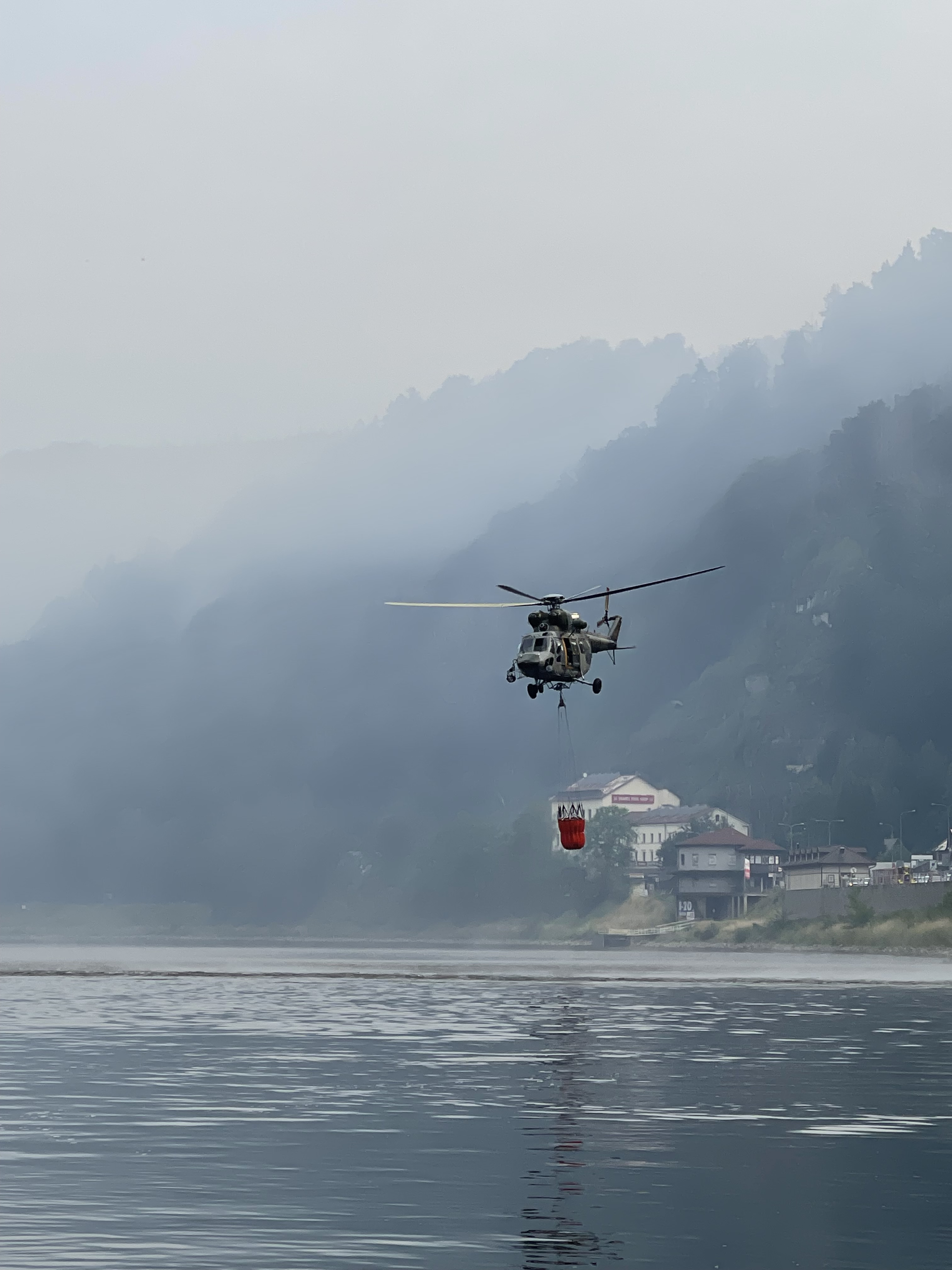
Vrtulník PZL W-3 Armády ČR po nabrání vody k hašení z Labe do bambi vaku.
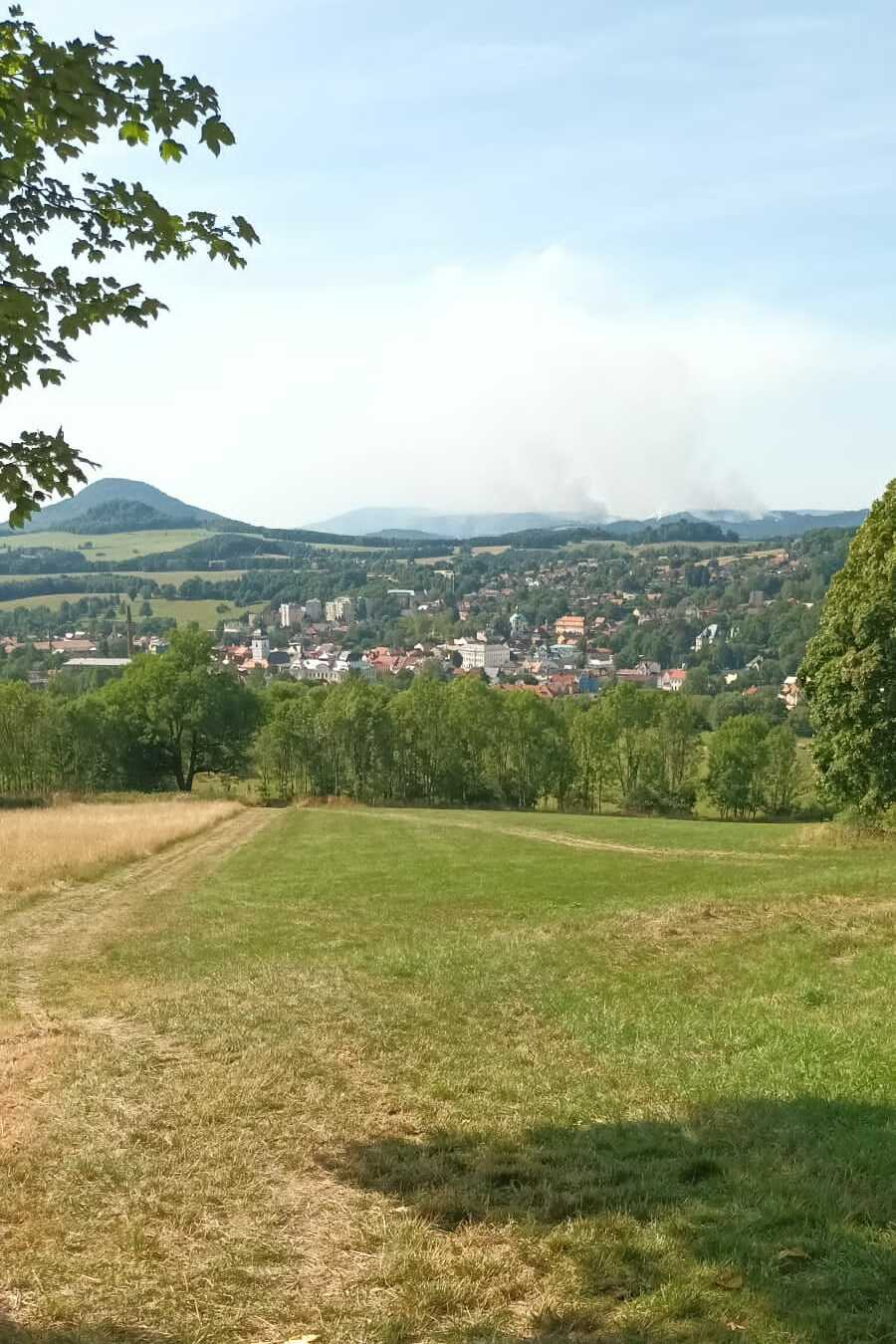
Hořící Švýcarsko nad Českou Kamenicí.

### Uhašení požáru
Požár byl na českém území uhašen kolem poledne 12. srpna 2022, když hasiči poprvé nezaznamenali žádná neuhašená ohniska. Na místě jich přesto zůstalo asi 40 pro případ nově vzniklých ohnisek.

## Situace v Saském Švýcarsku

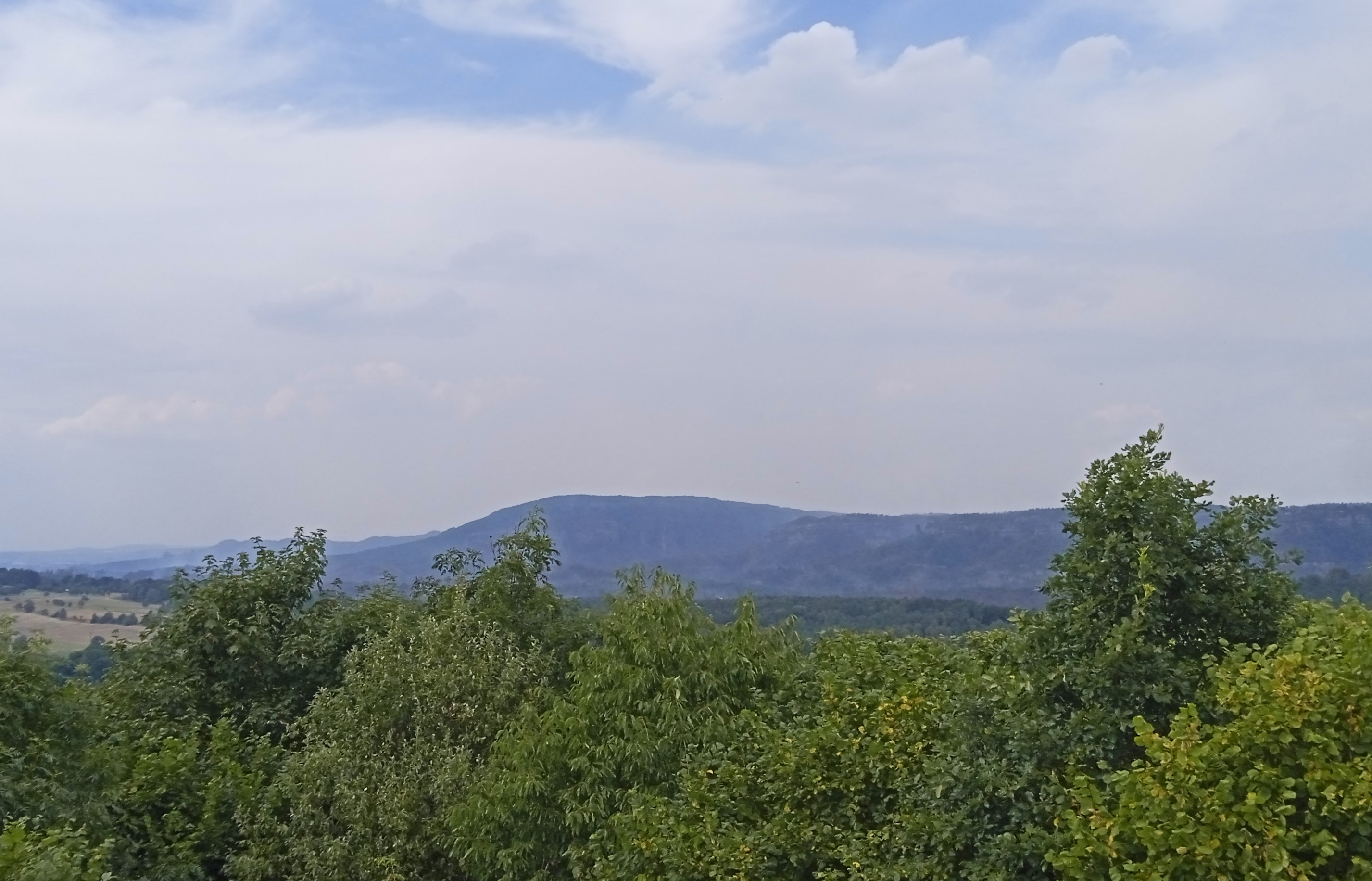
Großer Winterberg

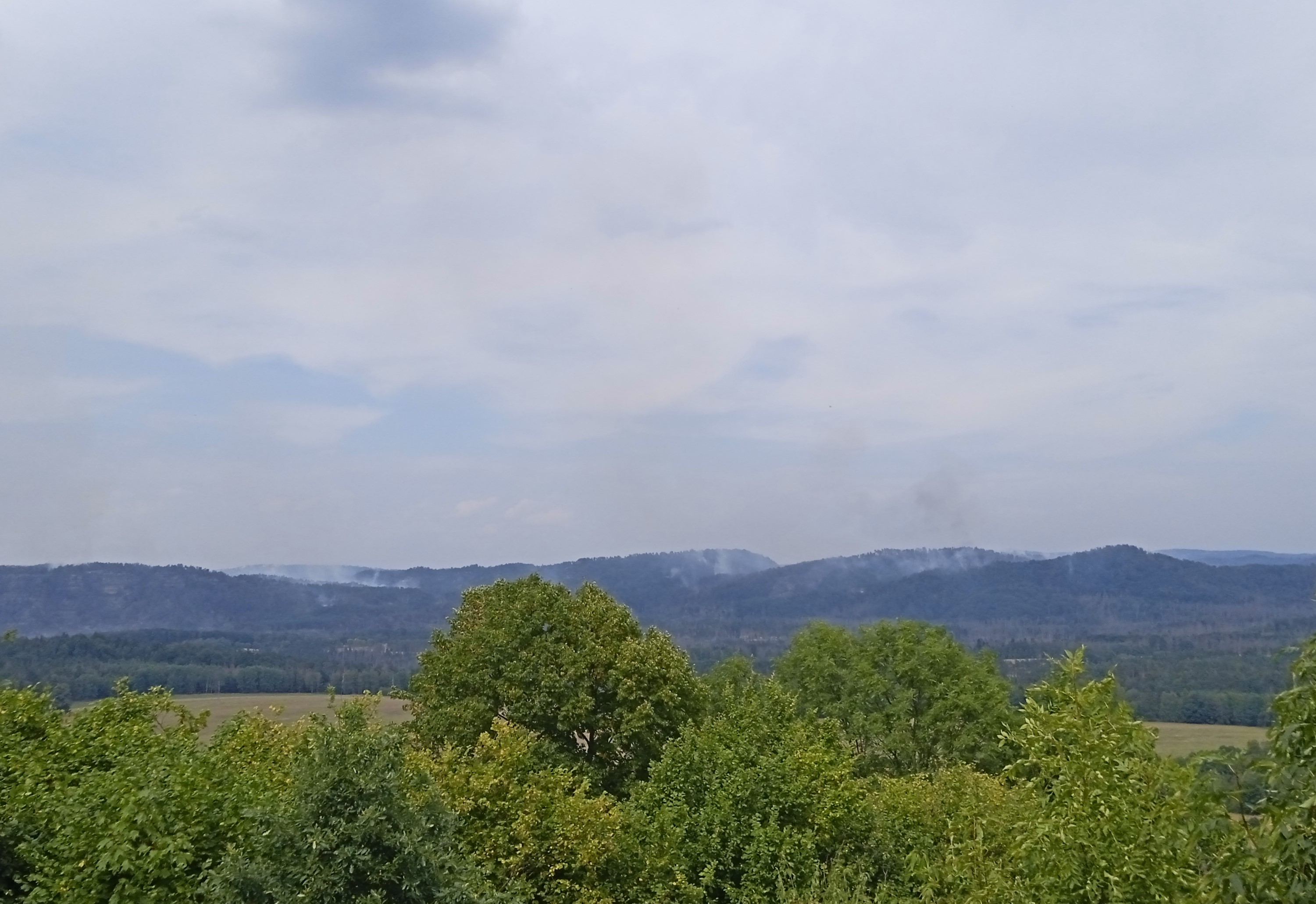
Stav ve čtvrtek 29. července: kouř vlevo z okolí Mezné a údolí Großer Zschand, vpravo oblast severně od Jetřichovic a Křinické údolí

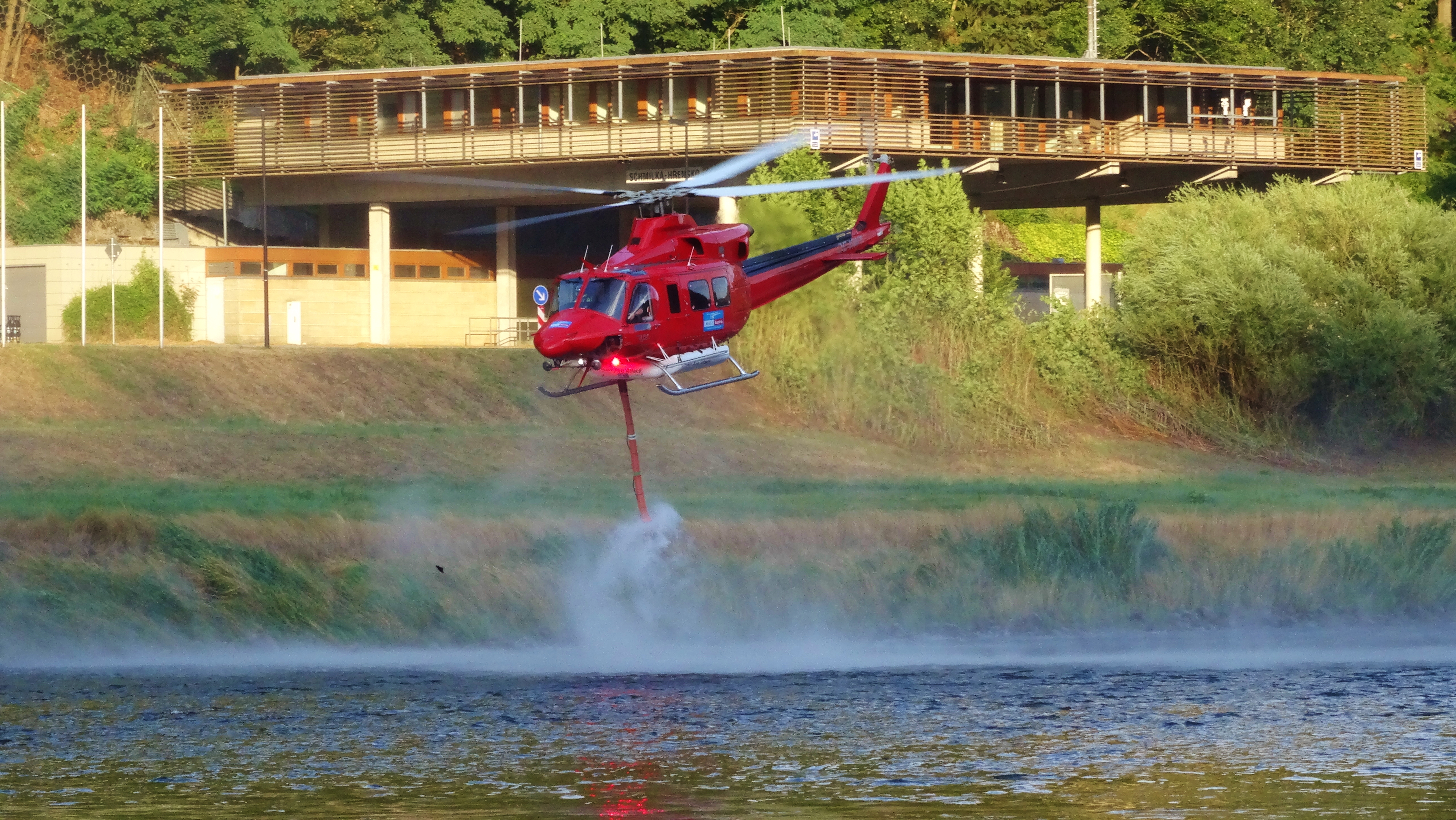
Vrtulník Bell 412 nabírající vodu z Labe ve Schmilce

V pondělí 25. července, druhý den od vypuknutí požáru, překročil oheň státní hranici směrem z národního parku České Švýcarsko do oblasti Zadního Saského Švýcarska – nejprve okolí vrchu Großer Winterberg (556 m) v národním parku Saské Švýcarsko (území Schmilky, místní části města Bad Schandau). V úterý 26. července v podvečer se požár na německém území již rozšířil na plochu 250 ha. Na místě zasahovalo na 400 hasičů z různých částí zemského okresu Saské Švýcarsko-Východní Krušné hory. Úřad zemského rady vyhlásil na celém území zemského okresu zákaz vstupu do lesů, pro město Bad Schandau pak stav výstrahy při katastrofě a pro velké okresní město Sebnitz stav výstrahy před katastrofou (předpoklad a nebezpečí rozšíření požáru na území sebnitzské místní části Hinterhermsdorf).
Ve středu 27. července byla zastavena tramvajová doprava na Dráze Křinického údolí, aby zůstala souběžná silnice S 165 volná pro průjezd hasičských vozidel. Úřad zemského rady dementoval zprávy o plánované evakuaci osob ze sídel v blízkosti požáru. Při hašení požáru pomáhají vrtulníky spolkové policie a armády. V podvečer hořelo na pěti místech Saského Švýcarska, přičemž na dvou místech se podařilo zamezit šíření požáru. Na pomoc byly povolány další jednotky hasičů ze zemského okresu Zhořelec. Úřad zemského rady okresu Saské Švýcarsko-Východní Krušné hory označil situaci za vážnou, ale pod kontrolou.
Ve čtvrtek 28. července hasiči intenzivně bojovali proti ohni na dvou z pěti lokalit mezi Großer Wintersteinem a údolím Großer Zschand, vlivem východního proudění větru se však požár z české strany rozšířil na nové lokality severně od Großer Zschandu až k řece Křinici. Hořelo stále na ploše kolem 250 ha, zasahovalo zde 275 záchranných jednotek a 9 vrtulníků určených k hašení, z toho dva policejní vrtulníky Puma a tři armádní NH90, k tomu i dva průzkumné vrtulníky. Počet hasičských jednotek byl během dne navyšován a na pomoc byly povolány i další organizace, jako například Technisches Hilfswerk, Německý červený kříž, samaritáni či johanité. Ohnisko u cesty Roßsteig se podařilo uhasit a bylo pod kontrolou, hrozilo však jeho opětovné vzplanutí. Hasební práce celkově komplikuje nepřístupný terén, sucho a omezená kapacita záchranných složek. Pokud nepřijde dlouhotrvající déšť, je odhadovaná likvidace požáru na několik týdnů. Kromě toho hrozí masivní eroze půdy a řícení skal. Ve čtvrtek večer se hasičům podařilo zlikvidovat nová ohniska požáru na pravém břehu Křinice. Předpoklad, že řeka poslouží jako přirozená bariéra šíření požáru, se tak nepotvrdil. Z tohoto důvodu vyhlásil úřad zemského rady ve 23.00 pro město Sebnitz stav výstrahy při katastrofě. Svým rozsahem je označován jako největší požár v Českosaském Švýcarsku v novodobých dějinách a nejhorší požár v dějinách Saska a překonal tak dosud největší požár z roku 1842, který ve stejné oblasti zasáhl plochu 236 ha.
V průběhu pátku 29. července pokračovaly práce na likvidaci požáru. Během dne se zranili čtyři hasiči, z toho dva museli být hospitalizováni. Celkem zasahovalo přes 400 hasičů a záchranářů, mezi nimi 40 vojáků spolkové armády, dvě čety z Görlitzu, jedna ze zemského okresu Budyšín. Na hašení se také podílelo 13 vrtulníků (4 policejní, 6 armádních a 3 soukromé) a dvě policejní vodní děla. Pro hašení bylo během 24 hodin odebráno z Labe 220 000 litrů vody. Na základě vyhodnocení satelitních snímků byl areál rozšíření požáru upraven na 150 ha. Požár se však zároveň rozšířil severním směrem do Křinického údolí a na dalších pět míst: údolí Křinice u Rabensteine (během dne uhašeno), Großer Winterberg mezi Weiberfähre a Roßsteig, česko-německá hranice ve Schmilce, oblast Roßberg-Heringsgrund-Kleiner Zschand a od soutěsky Schwarze Schlüchte na jih ke státní hranici.
V sobotu 30. a v neděli 31. července pokračovalo hašení požáru se zhruba stejným nasazení hasičů, záchranářů a techniky. Nadále zůstal uzavřen hraniční přechod Schmilka-Hřensko. Průzkumy ukázaly, že páteční málo vydatné srážky v boji s ohněm nepomohly, rovněž potvrdily nové rozšíření požáru podél státní hranice. V tomto velmi těžce dostupném terénu probíhá hašení za pomoci vrtulníků nezávisle na státní hranici. Úřad zemského rady označil situaci nadále jako vážnou. Likvidace požáru bude dle odhadů probíhat další týdny a bez vydatných srážek se příliš neposune. Protože se požár dále šíří půdou v hloubce cca 50 cm, začali záchranáři na některých místech ručně kopat příkopy, do kterých nalili vodu se smáčedlem. Příkop s vytvořeným pěnovým kobercem má být účinnější než prosté hašení vodou.

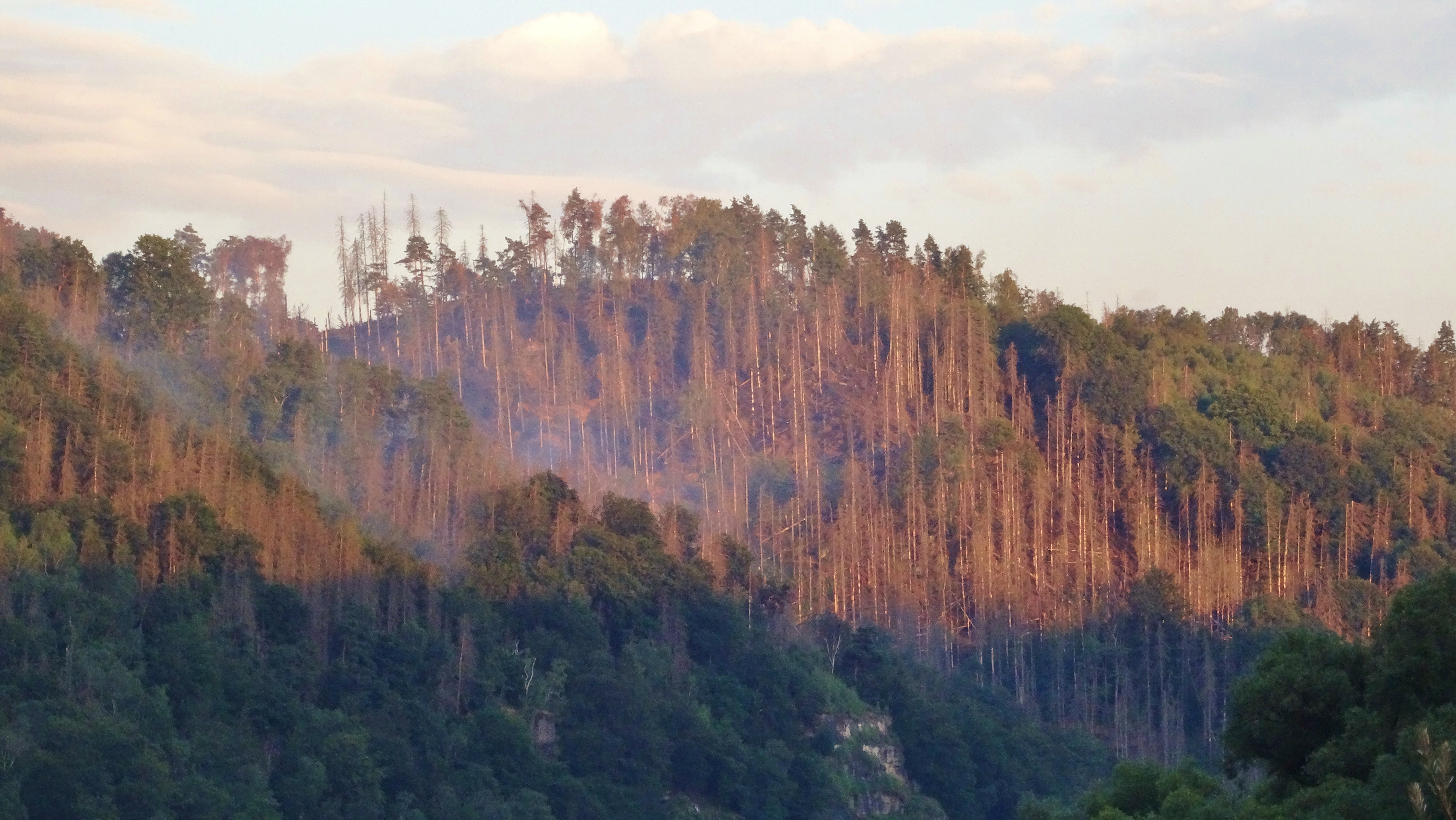
Les u Schmilky

V druhém týdnu boje s požárem v Zadním Saském Švýcarsku (od pondělí 1. srpna do neděle 7. srpna) zůstal rozsah požáru přibližně stejný, a to asi 150 ha přibližně v oblasti mezi Großer Winterbergem, Großer Zschandem a severní částí Křinického údolí. Nejhorší situace byla mezi Hraniční cestou a soutěskou Schwarze Schlüchte, v soutěsce Richterschlüchte a na Bärenfangwänden. V nejsevernější části Křinického údolí byla nasazena vodní děla. Požár se stále nedařilo stabilizovat, zlom přišel až v neděli. Šířil se ve svrchní vrstvě půdy v hloubce přibližně do 50 cm, proto pokračovalo kopání příkopů a vytváření pěnových koberců. Na místě požáru zasahovalo na počátku týdne asi 550 osob, posílen byl počet příslušníků spolkové armády. V průběhu týdne vzrostl počet nasazených na 600 až 650 a v neděli dokonce na 800. Šíření požáru vydatně napomáhaly vysoké teploty přesahující 30 °C a pokračující sucho (pondělní málo vydatný déšť trval asi 15 minut). K úterý 2. srpna bylo k hašení ze vzduchu použito 2,54 milionu litrů vody. Náklady na likvidaci požáru dosáhly v tomto týdnu výše několika milionů eur, operační plocha pro likvidaci požáru zaujímala 2,4 % rozlohy okresu a položeno bylo na 30 km hadic. Od neděle 7. srpna byl zrušen plošný zákaz vstupu do lesa na území celého zemského okresu a platí nadále jen pro oblast Zadního Saského Švýcarska. Silnice z Bad Schandau do Schmilky a hraniční přechod do Hřenska zůstaly po celý týden uzavřené, stejně jako tramvajová doprava v Křinickém údolí.
Třetí týden boje s požárem (pondělí 8. srpna až neděle 14. srpna) zůstala situace pod kontrolou. Na místě zasahovalo na 800 osob (převážně hasičů, policistů, záchranářů a vojáků), od čtvrtka 11. srpna se jejich počet snížil na 750 a v neděli 14. srpna na 430. Od noci z pondělí na úterý se neobjevily žádné nové plameny a postupně ubývalo i nových ohnisek pod zemí, jejichž počet se v průběhu týdne snížil na polovinu. Postupně se snížil počet zasahujících vrtulníků, protože byly odvolány vojenské a soukromé stroje. V úterý 9. srpna odvolal úřad zemského rady pro území města Sebnitz stav výstrahy při katastrofě. Od soboty 13. srpna byl obnoven provoz na Dráze Křinického údolí. Stále platil zákaz vstupu do lesů v Zadním Saském Švýcarsku a zůstal uzavřený hraniční přechod Schmilka–Hřensko.
Ze začátku čtvrtého týdne (od 15. srpna) měli záchranné složky úkol pokračovat ve vyhledávání a likvidaci podzemních ohnisek. V pondělí 15. srpna zasahovalo necelých 400 osob. Pondělní déšť neměl na uhašení požáru téměř žádný vliv. Ve čtvrtek 18. srpna byl ve 14 hodin otevřen silniční hraniční přechod na silnici B172 mezi Schmilkou a Hřenskem. V pátek 19. srpna dopoledne oznámil úřad zemského rady okresu Saské Švýcarsko-Východní Krušné hory, že byl požár v Saském Švýcarsku kompletně uhašen. Zrušena byla všechna související omezení a výstrahy.

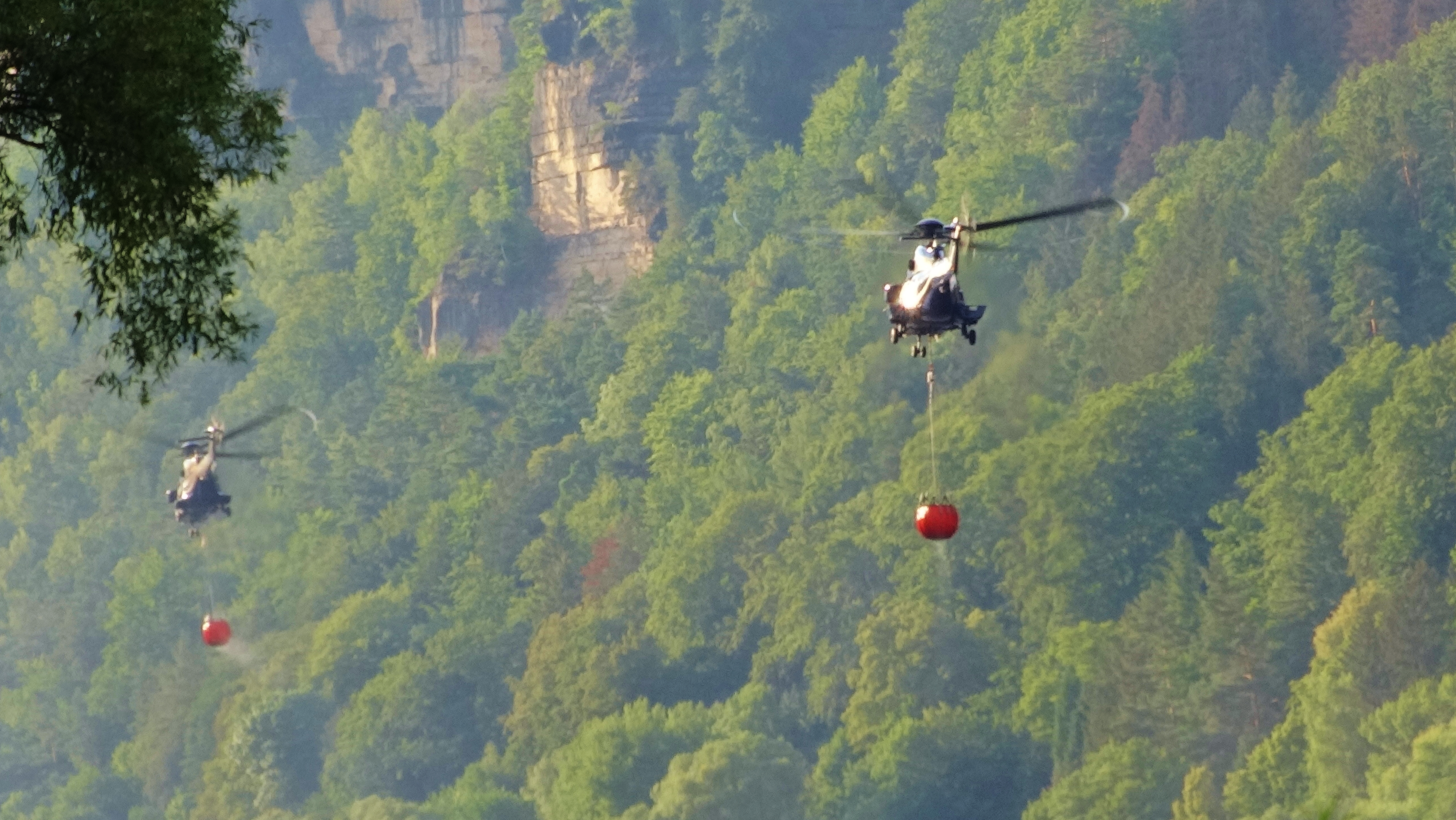
Zasahující vrtulníky v labském údolí
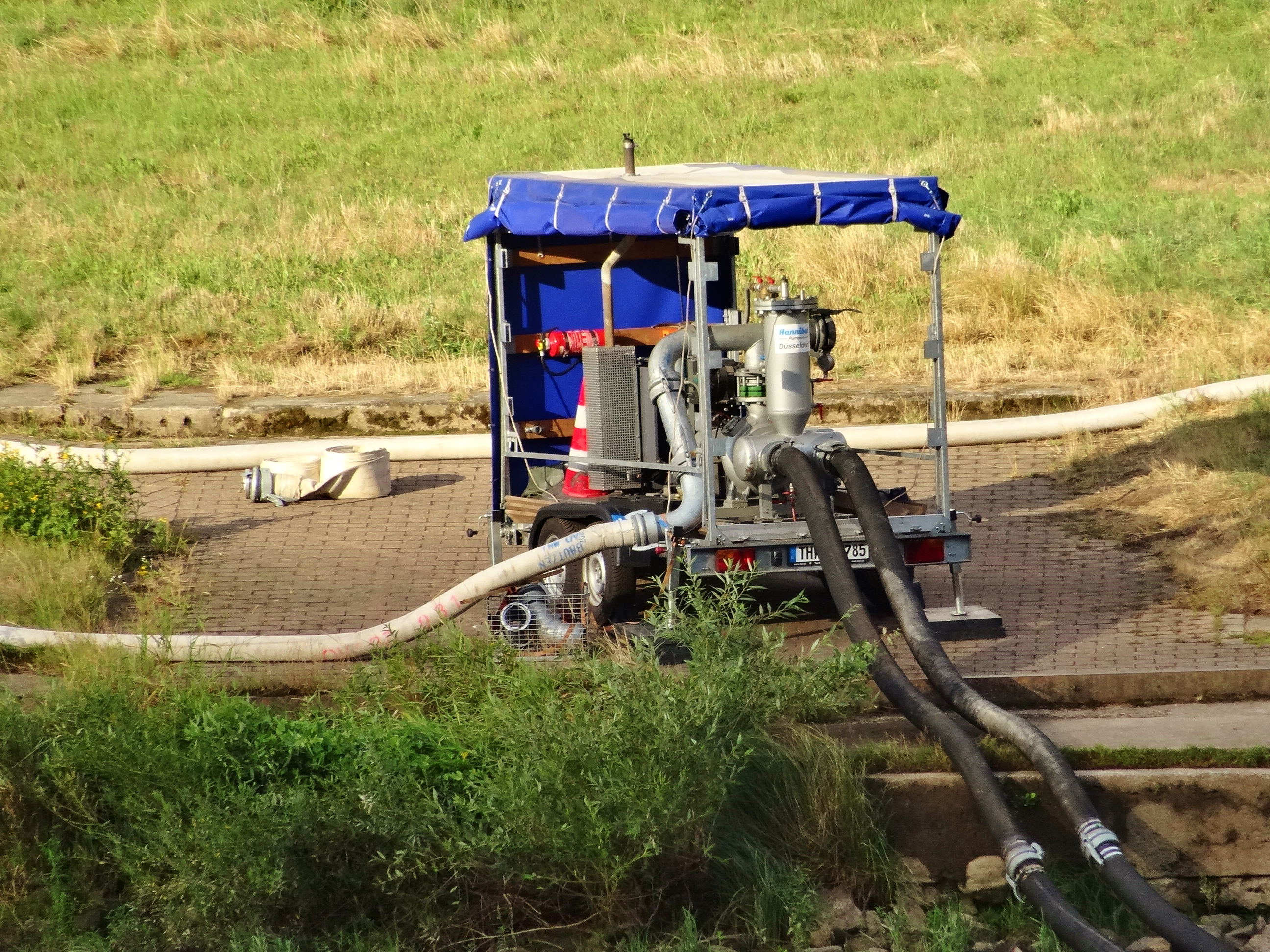
Čerpání vody z Labe u Schmilky
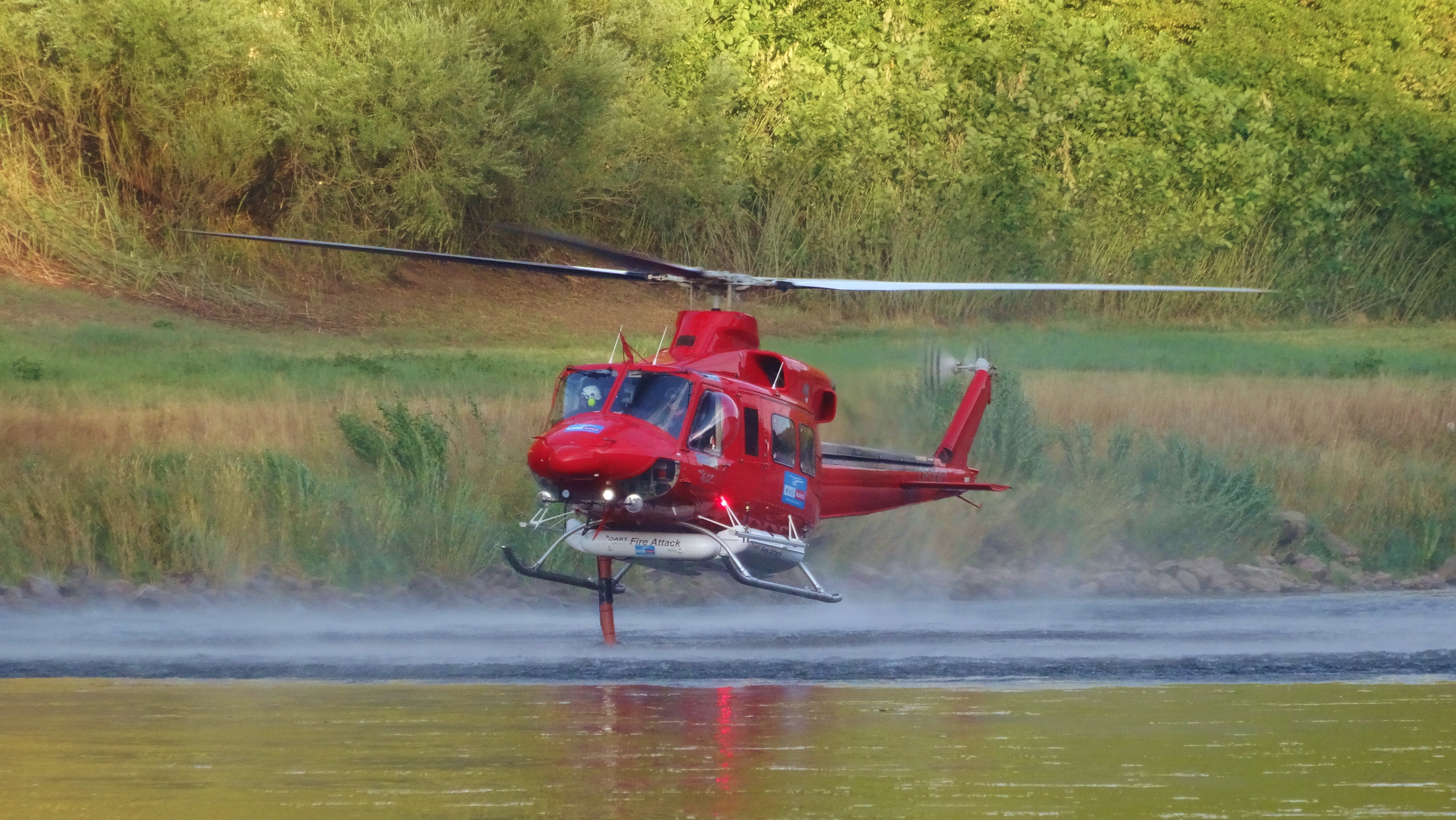
Vrtulník nabírající vodu z Labe
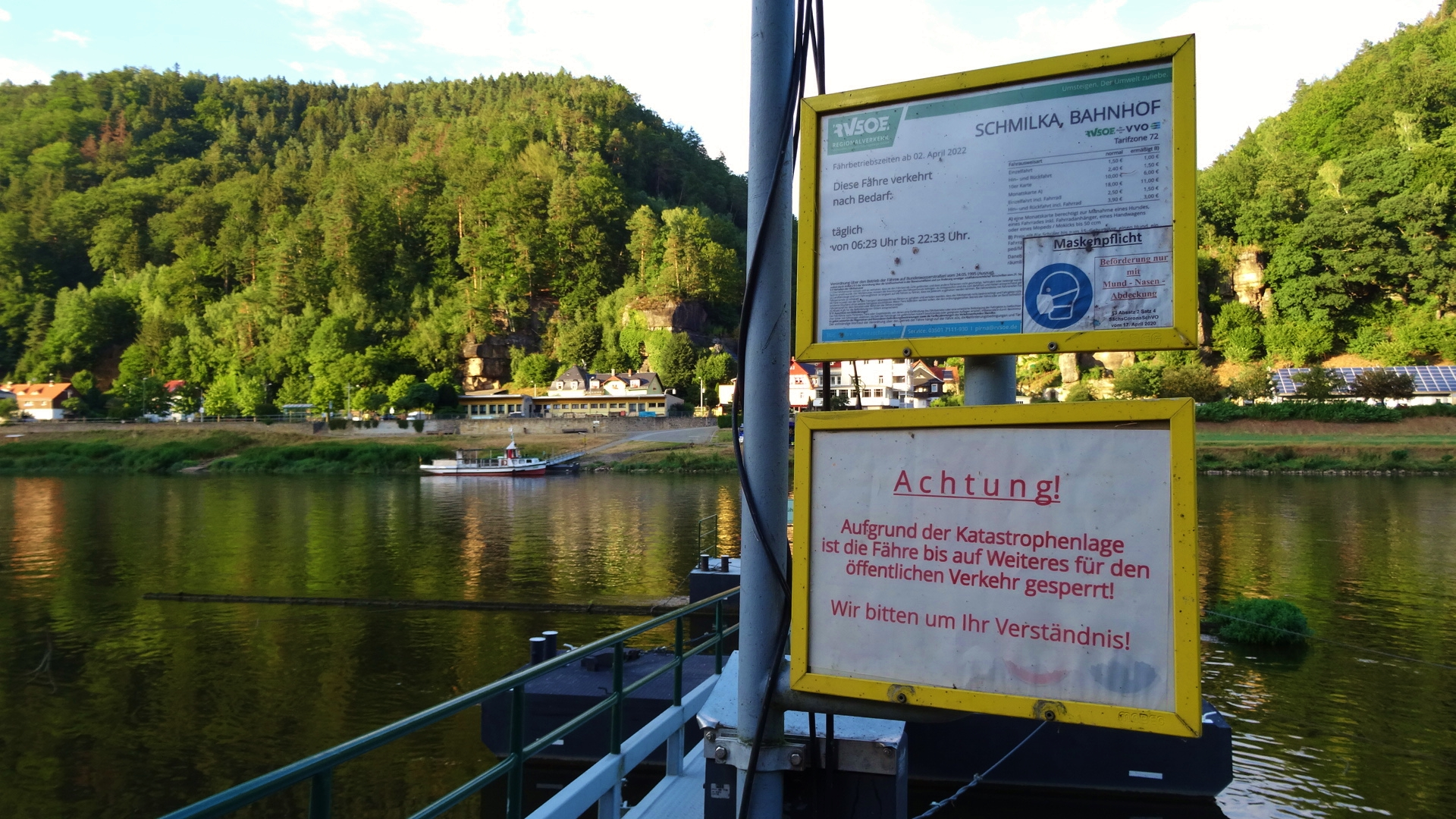
Cedule upozorňující na uzavření přívozu

## Další požáry v Česku ve stejných dnech
- lesní požár ve vojenském prostoru Libavá
- lesní požár u obce Lukoveček v okrese Zlín
- lesní požár u Krupky 8. srpna 2022

## Vyšetřování a soudní proces
Podle studie z ledna 2023 byla primární příčinou rychlého a v prvních dnech nezvladatelného šíření požáru kombinace vysoké rychlosti větru, nízké vlhkosti vegetace, vzduchu i půdy a vysoké teploty.
V květnu 2023 Policie České republiky obvinila Jiřího Lobotku podezřelého ze založení požáru, v prosinci 2023 soud vrátil případ státnímu zastupitelství k došetření. Po soudním jednání konaném v květnu 2024 nařídil soudce projednávající případ psychiatrický posudek obžalovaného Lobotky poté, co obžalovaný během líčení jevil známky potíží při vnímání celého soudního řízení.
Dne 24. ledna 2025 Krajský soud v Ústí nad Labem Jiřího Lobotku zprostil obžaloby v případě požáru v národním parku, zároveň jej však nepravomocně odsoudil za drobné požáry na Děčínsku z roku 2023 k dvěma letům nepodmíněného trestu odnětí svobody ve věznici s ostrahou.